# Hal Pereira
Hal Pereira (Chicago, 29 aprile 1905 – Los Angeles, 17 dicembre 1983) è stato uno scenografo statunitense.
Ebbe ben 23 candidature all'Oscar alla migliore scenografia vincendo solo una volta nel 1956 per La rosa tatuata di Daniel Mann.

## Filmografia parziale
- Cieli azzurri (Blue Skies), regia di Stuart Heisler, co-regia (non accreditato) Mark Sandrich (1946)
- Quando i mondi si scontrano (When Worlds Collide), regia di Rudolph Maté (1951)
- Per ritrovarti (Little Boy Lost), regia di George Seaton (1953)
- La ragazza di Las Vegas (The Girl Rush), regia di Robert Pirosh - scenografia  (1955)
- 10 in amore (Teacher's Pet), regia di George Seaton (1958)
- Il balio asciutto (Rock-a-Bye Baby), regia di Frank Tashlin - architetto scenografo (1958)
- Olympia (A Breath of Scandal), regia di Michael Curtiz (1960)
- Colazione da Tiffany (Breakfast at Tiffany's), regia di Blake Edwards - scenografia  (1962)
- Le 5 mogli dello scapolo (Who's Been Sleeping in My Bed?), regia di Daniel Mann (1963)
- Waco, una pistola infallibile (Waco), regia di R.G. Springsteen (1966)